# Canoagem nos Jogos Olímpicos de Verão de 2012 - K-2 1000 m masculino
A competição do K-2 1000 m masculino da canoagem nos Jogos Olímpicos de Verão de 2012 realizou-se nos dias 6 e 8 de agosto no Eton Dorney.

## Calendário
Horário local (UTC+1)
| Dia         | Horário | Fase          |
| ----------- | ------- | ------------- |
| 6 de agosto | 10:16   | Eliminatórias |
| 6 de agosto | 11:30   | Semifinal     |
| 8 de agosto | 10:16   | Final         |

## Medalhistas
| Ouro   | HUN Rudolf Dombi e Roland Kökény     |
| Prata  | POR Fernando Pimenta e Emanuel Silva |
| Bronze | GER Martin Hollstein e Andreas Ihle  |

## Resultados

### Eliminatórias
Os melhores colocados em cada bateria avançam a final, enquanto que os demais classificados avançam para as semifinais.

#### Eliminatória 1
| Pos. | Nome                                    | CON             | Tempo    | Notas |
| ---- | --------------------------------------- | --------------- | -------- | ----- |
| 1    | Martin Hollstein Andreas Ihle           | GER Alemanha    | 3:15.263 | Q     |
| 2    | Dave Smith Ken Wallace                  | AUS Austrália   | 3:19.073 |       |
| 3    | Peter Gelle Erik Vlček                  | SVK Eslováquia  | 3:19.571 |       |
| 4    | Olivier Cauwenbergh Laurens Pannecoucke | BEL Bélgica     | 3:24.304 |       |
| 5    | Alexey Dergunov Yevgeni Alekseyev       | KAZ Cazaquistão | 3:32.176 |       |
| 6    | Ryan Cochrane Hugues Fournel            | CAN Canadá      | 3:55.748 |       |

#### Eliminatória 2
| Pos. | Nome                              | CON               | Tempo    | Notas |
| ---- | --------------------------------- | ----------------- | -------- | ----- |
| 1    | Rudolf Dombi Roland Kökény        | HUN Hungria       | 3:11.393 | Q     |
| 2    | Fernando Pimenta Emanuel Silva    | POR Portugal      | 3:13.710 |       |
| 3    | Markus Oscarsson Henrik Nilsson   | SWE Suécia        | 3:16.590 |       |
| 4    | Darryl Fitzgerald Steven Ferguson | NZL Nova Zelândia | 3:16.608 |       |
| 5    | Kim Wraae Emil Staer              | DEN Dinamarca     | 3:17.020 |       |
| 6    | Ilya Medvedev Anton Ryakhov       | RUS Rússia        | 3:21.086 |       |

### Semifinais
Os três melhores em cada semifinal avançam para a final A, enquanto que os demais classificados avançam para a final B.

#### Semifinal 1
| Pos. | Nome                              | CON               | Tempo    | Notas |
| ---- | --------------------------------- | ----------------- | -------- | ----- |
| 1    | Markus Oscarsson Henrik Nilsson   | SWE Suécia        | 3:13.125 | Q     |
| 2    | Dave Smith Ken Wallace            | AUS Austrália     | 3:13.239 | Q     |
| 3    | Darryl Fitzgerald Steven Ferguson | NZL Nova Zelândia | 3:15.307 | Q     |
| 4    | Alexey Dergunov Yevgeni Alekseyev | KAZ Cazaquistão   | 3:17.788 |       |
| 5    | Ryan Cochrane Hugues Fournel      | CAN Canadá        | 3:29.819 |       |

#### Semifinal 2
| Pos. | Nome                                    | CON            | Tempo    | Notas |
| ---- | --------------------------------------- | -------------- | -------- | ----- |
| 1    | Peter Gelle Erik Vlček                  | SVK Eslováquia | 3:12.690 | Q     |
| 2    | Ilya Medvedev Anton Ryakhov             | RUS Rússia     | 3:12.901 | Q     |
| 3    | Fernando Pimenta Emanuel Silva          | POR Portugal   | 3:14.017 | Q     |
| 4    | Kim Wraae Emil Staer                    | DEN Dinamarca  | 3:15.580 |       |
| 5    | Olivier Cauwenbergh Laurens Pannecoucke | BEL Bélgica    | 3:15.655 |       |

### Finais

#### Final B
| Pos. | Nome                                    | CON             | Tempo    |
| ---- | --------------------------------------- | --------------- | -------- |
| 1    | Kim Wraae Emil Staer                    | DEN Dinamarca   | 3:12.820 |
| 2    | Olivier Cauwenbergh Laurens Pannecoucke | BEL Bélgica     | 3:13.298 |
| 3    | Alexey Dergunov Yevgeni Alekseyev       | KAZ Cazaquistão | 3:14.867 |
| 4    | Ryan Cochrane Hugues Fournel            | CAN Canadá      | 3:18.550 |

#### Final A
| Pos.              | Nome                              | CON               | Tempo    |
| ----------------- | --------------------------------- | ----------------- | -------- |
| Medalha de ouro   | Rudolf Dombi Roland Kökény        | HUN Hungria       | 3:09.646 |
| Medalha de prata  | Fernando Pimenta Emanuel Silva    | POR Portugal      | 3:09.699 |
| Medalha de bronze | Martin Hollstein Andreas Ihle     | GER Alemanha      | 3:10.117 |
| 4                 | Dave Smith Ken Wallace            | AUS Austrália     | 3:11.456 |
| 5                 | Markus Oscarsson Henrik Nilsson   | SWE Suécia        | 3:11.803 |
| 6                 | Ilya Medvedev Anton Ryakhov       | RUS Rússia        | 3:12.047 |
| 7                 | Darryl Fitzgerald Steven Ferguson | NZL Nova Zelândia | 3:12.117 |
| 8                 | Peter Gelle Erik Vlček            | SVK Eslováquia    | 3:12.519 |